# Запруђе
Запруђе је једно од загребачких насеља. Изграђено је после Другог светског рата као део Новог Загреба.